# Tiny Dancer
Tiny Dancer är den andra singeln från Elton Johns album Madman Across the Water från 1971 som han skrev tillsammans med Bernie Taupin. Singeln, utgiven 1972, gick inte så bra och nådde bara listplats 41 i USA och släpptes inte ens i Storbritannien men har genom åren blivit en av hans mest kända sånger.